# Лікі (Техас)
Лікі (англ. Leakey) — місто (англ. city) в США, в окрузі Реал штату Техас. Населення — 315 осіб (2020).

## Географія
Лікі розташоване за координатами 29°43′31″ пн. ш. 99°45′47″ зх. д. / 29.72528° пн. ш. 99.76306° зх. д. (29.725358, -99.763098).  За даними Бюро перепису населення США в 2010 році місто мало площу 1,45 км², уся площа — суходіл.

## Демографія
Згідно з переписом 2010 року, у місті мешкало 425 осіб у 174 домогосподарствах у складі 115 родин. Густота населення становила 293 особи/км².  Було 237 помешкань (163/км²).
Расовий склад населення:
| - 91,5 % — білих - 2,1 % — корінних американців - 0,5 % — чорних або афроамериканців - 3,3 % — осіб інших рас |

До двох чи більше рас належало 2,6 %. Частка іспаномовних становила 26,4 % від усіх жителів.
За віковим діапазоном населення розподілялося таким чином: 23,8 % — особи молодші 18 років, 58,3 % — особи у віці 18—64 років, 17,9 % — особи у віці 65 років та старші. Медіана віку мешканця становила 41,1 року. На 100 осіб жіночої статі у місті припадало 90,6 чоловіків;  на 100 жінок у віці від 18 років та старших — 92,9 чоловіків також старших 18 років.
Середній дохід на одне домашнє господарство  становив 37 629 доларів США (медіана — 30 917), а середній дохід на одну сім'ю — 44 790 доларів (медіана — 39 028). За межею бідності перебувало 17,1 % осіб, у тому числі 29,7 % дітей у віці до 18 років та 3,1 % осіб у віці 65 років та старших.
Цивільне працевлаштоване населення становило 222 особи. Основні галузі зайнятості: мистецтво, розваги та відпочинок — 27,9 %, освіта, охорона здоров'я та соціальна допомога — 18,9 %, транспорт — 11,3 %, публічна адміністрація — 10,8 %.